# Gerbillus maghrebi
Gerbillus maghrebi is een zoogdier uit de familie van de Muridae. De wetenschappelijke naam van de soort werd voor het eerst geldig gepubliceerd door Schlitter & Setzer in 1972.

## Voorkomen
De soort komt voor in Marokko.